# Pierwiosnek (roślina)

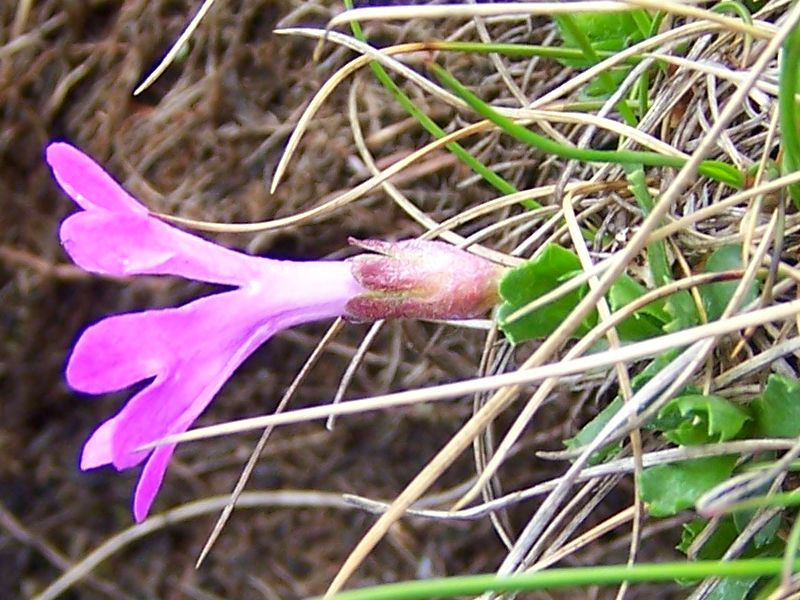
Pierwiosnek maleńki

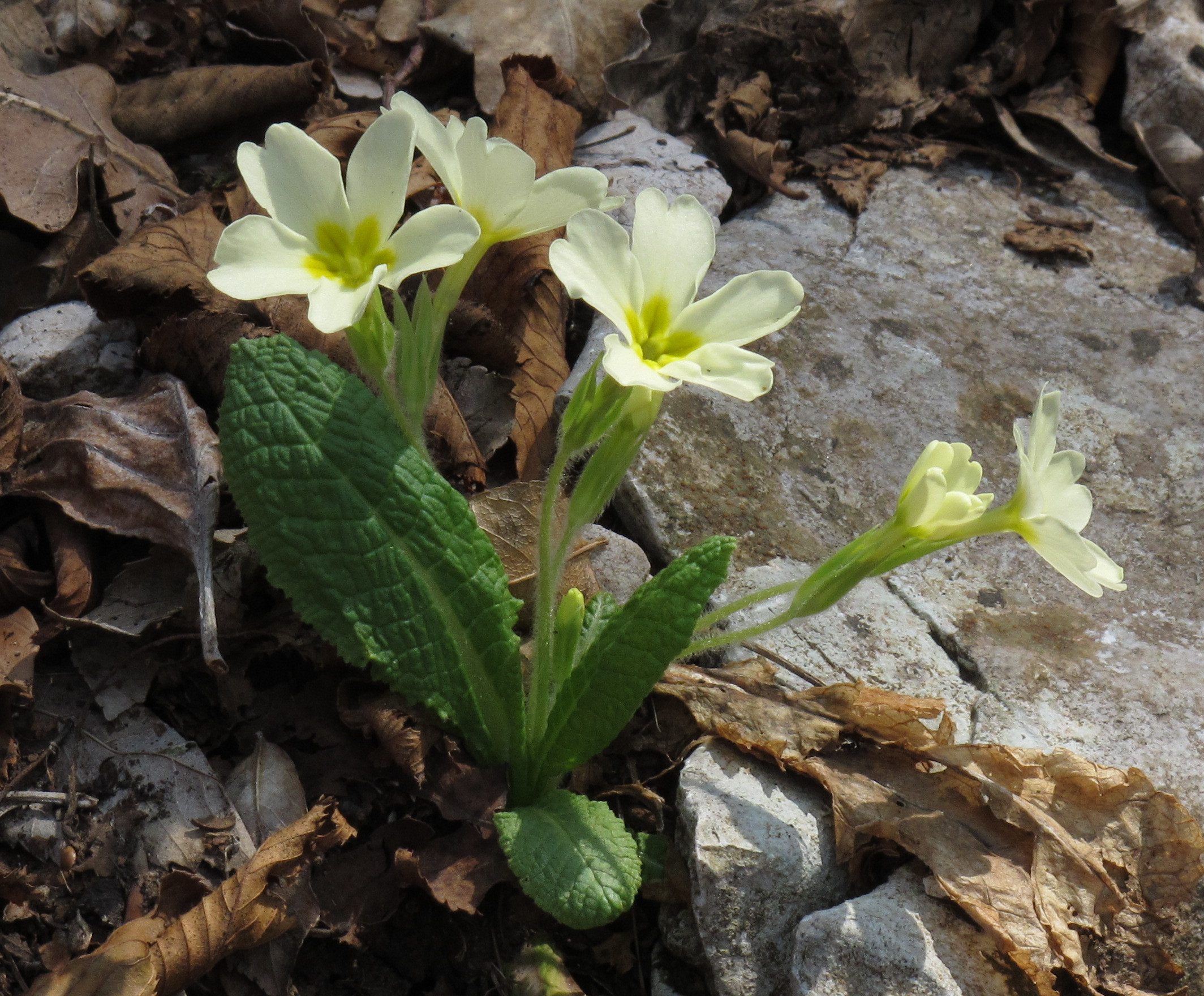
Pierwiosnek bezłodygowy

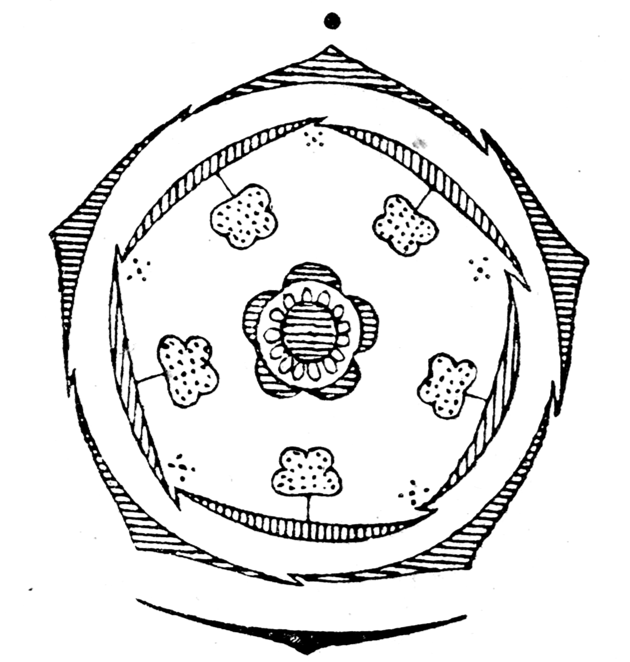
Diagram kwiatowy pierwiosnka

Pierwiosnek, pierwiosnka, prymulka (Primula L.) – rodzaj roślin należący do rodziny pierwiosnkowatych. Według różnych ujęć taksonomicznych należy do niego od ok. 400 do 500 gatunków. Występują one głównie w Europie (33 gatunki) i Azji na obszarach o klimacie umiarkowanym, najliczniej w Chinach i Himalajach (w Chinach za rodzime uznawanych jest ok. 300 gatunków). Niektóre jednak gatunki sięgają swoją południową granicą zasięgu aż po góry Nowej Gwinei. Nieliczne gatunki rosną także w Afryce (w Etiopii) oraz na obu kontynentach amerykańskich (w Ameryce Północnej 20 gatunków). Rośliny te zasiedlają murawy i łąki, skaliste urwiska oraz lasy. Nazwa naukowa pochodzi od słowa primus = pierwszy i zdrobnienia -ulus i powodem jej użycia w odniesieniu do tych roślin jest ich wczesnowiosenne zazwyczaj kwitnienie. Wiele gatunków uprawianych jest jako rośliny ozdobne.

## Morfologia
PokrójByliny, zazwyczaj kłączowe, o bezlistnych łodygach kwiatonośnych osiągających do 1 m wysokości, czasem jednak też bardzo skróconych.
LiściePojedyncze, u większości gatunków najszersze przy końcu i przeważnie tworzące różyczki liściowe.
KwiatyNajczęściej zebrane w baldachy, u kilku tylko gatunków wyrastają pojedynczo lub po kilka. Budowa kwiatów zróżnicowana u różnych gatunków, ale zawsze są to kwiaty rurkowate o 5 płatkach odgiętych na zewnątrz i bardzo często karbowanych. Pięć działek zrośniętych jest w rurkowaty, na końcu ząbkowany kielich. Pręcików jest 5 i mają równą długość, która jednak często jest różna w różnych kwiatach. Zalążnia pojedyncza, jednokomorowa, górna. Szyjka słupka zwykle o dwóch różnych długościach w różnych kwiatach tego samego gatunku.
OwoceKulistawa torebka zawierająca wiele nasion.

## Systematyka
Synonimy
Aretia  Link, Sredinskya (Stein) Fed.
Pozycja systematyczna według APweb (aktualizowany system APG IV z 2016)
Należy do podrodziny pierwiosnkowe Primuloideae, rodziny pierwiosnkowatych Primulaceae, która wraz z siostrzaną rodziną hebankowatych należą do rzędu wrzosowców, grupy astrowych (asterids) w obrębie dwuliściennych właściwych (eudicots).
Pozycja w systemie Reveala (1993–1999)
Gromada okrytonasienne (Magnoliophyta Cronquist), podgromada Magnoliophytina Frohne & U. Jensen ex Reveal, klasa Rosopsida Batsch, podklasa ukęślowe Takht. ex Reveal & Tahkt., nadrząd Primulananae R. Dahlgren ex Reveal, rząd pierwiosnkowce (Primulales Dumort.), podrząd Primulineae Burnett, rodzina pierwiosnkowate (Primulaceae Vent., podrodzina Primuloideae Kostel, plemię Primuleae Dumort., podplemię Primulinae Pax in Engl. & Prantl, rodzaj pierwiosnek (Primula L.).
Gatunki flory Polski
- pierwiosnek bezłodygowy Primula vulgaris Huds. – w Polsce gatunek wymarły
- pierwiosnek Hallera, p. długokwiatowy Primula halleri Honck. – gatunek wymarły
- pierwiosnek lekarski Primula veris L.
- pierwiosnek łyszczak Primula auricula L.
- pierwiosnek maleńki Primula minima L.
- pierwiosnek omączony Primula farinosa L.
- pierwiosnek wyniosły Primula elatior (L.) Hill

Gatunki uprawiane
- pierwiosnek bezwonny Primula anisodora Balf.f. & Forrest
- pierwiosnek błotny Primula helodoxa Balf.
- pierwiosnek chiński Primula sinensis Lindl. ≡ P. praenitens Ker Gawl.
- pierwiosnek Cockburna Primula cockburniana Hemsl.
- pierwiosnek główkowaty Primula capitata Hook.
- pierwiosnek gruziński Primula juliae Kusn.
- pierwiosnek japoński Primula japonica A.Gray
- pierwiosnek kubkowaty, p. pokojowy Primula obconica Hance
- pierwiosnek kwiecisty Primula florindae Kingdon-Ward
- pierwiosnek omszony Primula ×pubescens Jacq.
- pierwiosnek przyprószony Primula pulverulenta Duthie
- pierwiosnek różowy Primula rosea Royle
- pierwiosnek Siebolda Primula sieboldii E. Moren
- pierwiosnek ślimakowaty, p. miękki Primula malacoides Franch
- pierwiosnek Viala Primula vialii Delavay ex Franch.
- pierwiosnek wianuszkowaty, p. Bulleya Primula bulleyana Forrest
- pierwiosnek zarzyczkowaty Primula cortusoides L.
- pierwiosnek ząbkowany Primula denticulata Sm.

Lista gatunków